# Brad Rowe
Brad Rowe (Milwaukee, Wisconsin, 15 de mayo de 1970) es un actor de cine y televisión estadounidense que comenzó su carrera en el cine en películas como Invisible Tempation y Billy's Hollywood Screen Kiss (que lanzó la carrera de Sean Hayes).
Un graduado de la Universidad de Wisconsin-Madison, Rowe trabajó como gerente de finanzas para campañas políticas en Washington D. C. antes de mudarse a Los Ángeles, California, para hacer una carrera de escritura y actuación.
Además de películas, Rowe protagonizó en un episodio de la serie The Outer Limits, titulado "A New Life". En 1998, interpretó a Walt en la serie NewsRadio. El personaje era el sobrino de un excéntrico millonario llamado Jimmy James. 
En 2007 coprotagonizó la película Shelter. Actualmente ha actuado en Vanished, Lucky 7 y Though None Go with Me. Apareció en General Hospital como Murphy Sinclair.
Está casado con Lisa Fiori y tienen un hijo, llamado Hopper.